# بهاروال
بهاروال (به انگلیسی: Baharwal) یک شهرک در پاکستان است که در ناحیه گجرات واقع شده‌است.